# 基娅拉·贝蒂
基娅拉·贝蒂（義大利語：Chiara Betti，2002年3月12日—），意大利女子短道速滑运动员，2023年世界短道速滑锦标赛混合2000米接力铜牌得主、2024年世界短道速滑锦标赛混合2000米接力银牌得主、2025年世界短道速滑锦标赛混合2000米接力银牌得主。